# Clémentine de Vère

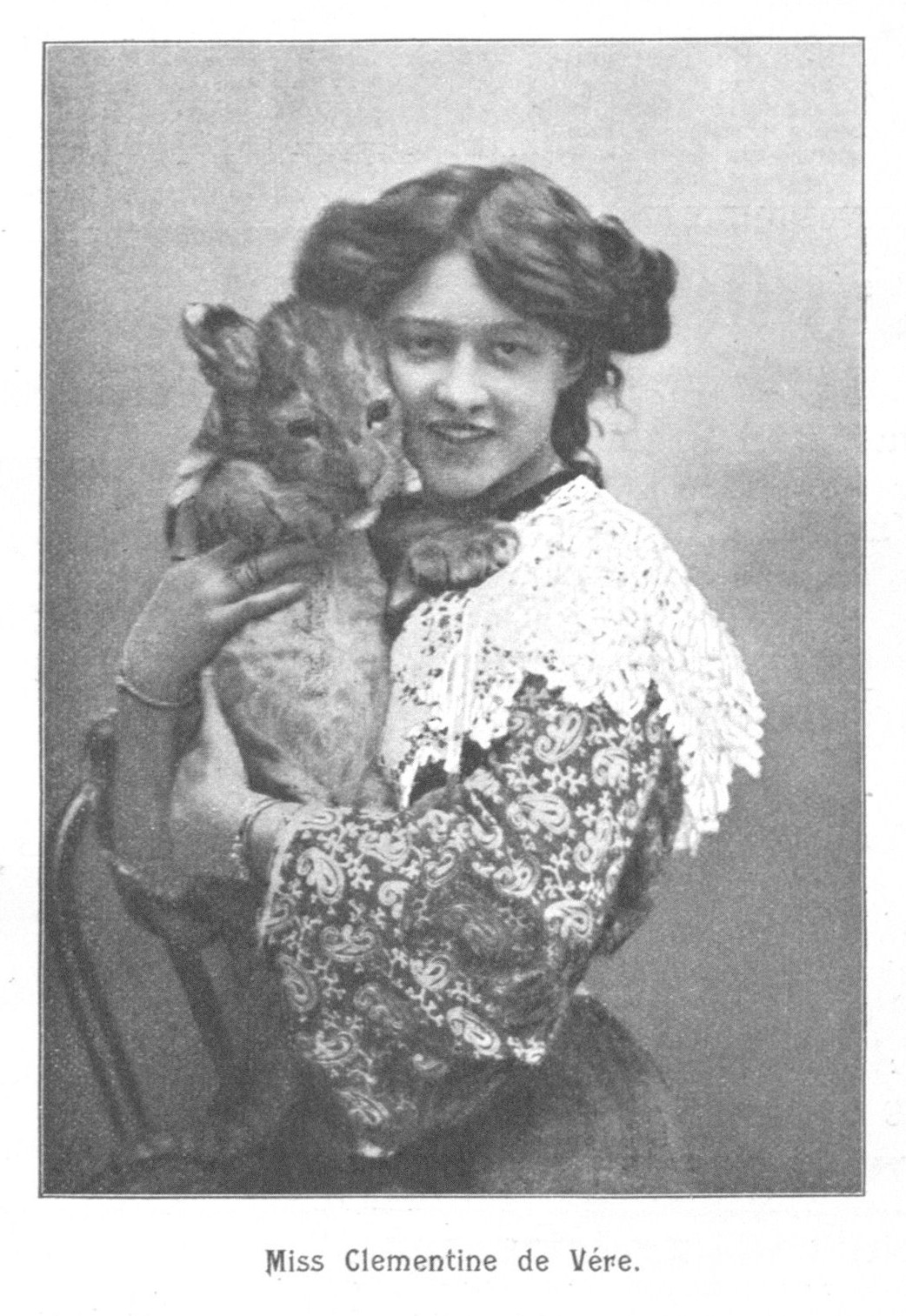
Clémentine de Vère, 1903

Clémentine Lisine de Vère, auch Clementine de Vere (* 20. Dezember 1888 in Brüssel; † 31. März 1973) war eine britische Schauspielerin und Illusionistin. Sie besaß die britische Staatsbürgerschaft, obwohl sie in Belgien geboren war und lange Zeit in Frankreich lebte. Sie wurde unter dem Künstlernamen „Ionia“ bekannt.

## Leben
Clémentine Lisine de Vère war das achte Kind des Illusionisten Charles de Vère und seiner Frau Julia Ferret de Vère, die unter dem Namen „Okita“ aufzutreten pflegte; eine ihrer Schwestern war Constance Élise de Vère. Die Familie zog im Jahr 1892 nach Paris, wo Clémentine de Vère von den Künstlern der Folies Bergère beeinflusst worden sein soll.
Im Alter von nur 15 Jahren heiratete sie am 5. Mai 1904 den amerikanischen Zirkusartisten und Dompteur Herman Weedon (eigentlich: Herman Armond Wirtheim) vom Bostock Circus. Im Juni reiste das Ehepaar auf der Deutschland nach New York, da Weedon ein Engagement auf Coney Island hatte. Möglicherweise begleitete sie ihn in den folgenden Jahren auf seinen beruflichen Reisen, die ihn unter anderem auch nach Ägypten und Belgisch-Kongo führten. Aus der Verbindung mit Weedon ging 1907 der Sohn Frank H. Weedon, später auch bekannt unter dem Namen Frank Wirtheim Tchitcherine, hervor.
1909 war Clémentine de Vère allerdings offenbar nicht mit Weedon auf Reisen, stattdessen waren Clémentine de Vère und ihr Bruder Camille im Zauberergeschäft ihres Vaters in Paris tätig, bis Camille an Diabetes mellitus starb. Charles de Vère gab daraufhin sein Geschäft auf und zog sich nach Rosny-sous-Bois zurück, wo er offenbar an der Vorbereitung einer großen Show für seine Tochter arbeitete. 1911 kam sie als „Ionia“ auf die Bühne; den ersten Auftritt mit der Show, die sechs Tonnen Ausrüstung erforderte, hatte sie am 30. Januar im Bermingham Hippodrome in England. „Ionia“ hatte großen Erfolg; die Show war in diesem Jahr in Wien, Berlin, Paris und anderen Orten zu sehen. Die letzte zeitgenössische Erwähnung fand offenbar im Märzheft der Zeitschrift The Sphinx des Jahres 1911 statt, dessen Cover eine Fotografie de Vères zeigte. Der Text in diesem Heft beschäftigte sich mit ihrem Auftritt in Manchester. 1914 trat Clémentine de Vère erneut in Wien als „Ionia“ auf, diesmal in einer Pantomime.
Zu diesem Zeitpunkt hatte sie bereits – 1913 – den Prinzen Vladimir Eristavi Tchitcherine in Österreich kennengelernt, den sie am 21. Juni 1919 in Paris heiratete, nachdem am 23. Juni 1917 ihre erste Ehe geschieden worden war. Zu diesem Zeitpunkt war Herman Weedon im Selig Zoo in Los Angeles beschäftigt, wo er bis 1920 arbeitete. Die Behauptung ihres Vaters, sie habe sich während der Russischen Revolution in Moskau aufgehalten, erwies sich als falsch. Offenbar war Charles de Vère enttäuscht, dass seine Tochter die aufwändige Show nicht länger fortgeführt hatte, und versuchte, die Tricks und Ausstattungsstücke zu verkaufen, um die finanziellen Einbußen, die ihm entstanden waren, einzudämmen. Das plötzliche Verschwinden der Figur „Ionia“ von den Bühnen der Welt kann mit der Schließung der Folies Bergere of New York zusammengehangen haben. Dieses Theater war im Frühjahr 1911 eröffnet worden und musste im Oktober desselben Jahres wegen finanzieller Schwierigkeiten schon wieder schließen. Offenbar hatte Clémentine de Vère einen Kontrakt mit diesem Theater gehabt und fand nun keinen passenden Ersatz.
In den 1920er Jahren lebte Clémentine de Vère zeitweise mit ihrem zweiten Mann in Washington, D.C., später in der Avenue de Neuilly 26 in Paris. Am 26. Oktober 1928 wurde auch diese zweite Ehe geschieden, doch Clémentine de Vère behielt den Prinzessinnentitel, den sie durch die Eheschließung erhalten hatte, bei. Sie wohnte für den Rest ihres Lebens in Monaco und in Frankreich und wurde nach ihrem Tod 1973 neben ihren Eltern in Paris begraben.
„Ionia“ war ein beliebtes Postermotiv; etliche Jugendstildarstellungen der Brüder Moody in Birmingham sind bekannt. Sie gelten heute als teure Sammlerstücke.